# My Melancholy Blues
My Melancholy Blues (español: Mi blues melancólico) es una balada compuesta por Freddie Mercury, difunto cantante de la banda británica de rock Queen. Tiene un ritmo lento. Es uno de los pocos blues compuestos por Queen, con voces a bajo nivel, acompañado por un bajo sin trastes y percusión.
Fue editado por primera vez en el sexto álbum de estudio de la banda, News of the World (1977), y fue interpretada en varios conciertos del News of the World Tour. Una versión grabada en vivo de la canción fue incluida en la reedición del álbum The Miracle del año 2022.
- Datos: Q1412865